# Angle d'équilibre
Angle d'équilibre (Angle of Repose) est un roman américain de Wallace Stegner publié aux États-Unis en 1971. Traduit de l'américain par Éric Chédaille, il est publié en France en 2000 aux Éditions Phébus.

## Accueil critique
Le roman est récompensé par le Prix Pulitzer de la fiction en 1972.
Il figure à la 82e place dans la liste des cent meilleurs romans de langue anglaise du XXe siècle établie par la Modern Library en 1998.